# Dekanat wisagiński
Dekanat wisagiński – jeden z pięciu dekanatów wchodzących w skład eparchii wileńskiej i litewskiej Rosyjskiego Kościoła Prawosławnego.

## Parafie w dekanacie
- Parafia św. Mikołaja w Gegabraście
- Parafia Opieki Matki Bożej w Inturkach
- Parafia Wszystkich Świętych w Jeziorosach
- Parafia św. Nikandra w Lebeniszkach
- Parafia św. Aleksandra Newskiego w Oniksztach
- Parafia Zmartwychwstania Pańskiego w Poniewieżu
- Parafia św. Aleksandra Newskiego w Rakiszkach
- Parafia Narodzenia Matki Bożej w Rogowie
- Parafia Świętej Trójcy w Święcianach
- Parafia Wniebowstąpienia Pańskiego w Ucianie
- Parafia św. Mikołaja w Użpolach
- Parafia Narodzenia św. Jana Chrzciciela w Wisaginii
- Parafia św. Pantelejmona w Wisaginii